# Colin Hodgkinson
Colin Hodgkinson (Peterborough, 14 ottobre 1945) è un bassista britannico celebre per aver militato negli Whitesnake ed essere membro dei Ten Years After.

## Carriera

### Gli esordi e ingresso negli Whitesnake
Si fa conoscere inizialmente come bassista dei Back Door, band jazz rock da egli stesso fondata, che abbandonerà nel 1979. Nel 1982 entra a far parte degli Whitesnake, in sostituzione del membro fondatore Neil Murray; soltanto due anni più tardi lascerà la band, essendo in disaccordo con le scelte compositive del leader David Coverdale, e venendo rimpiazzato dallo stesso Murray.

### I Ten Years After
Nel 2014 viene annunciato come nuovo membro dei Ten Years After, in sostituzione dello storico bassista Leo Lyons.

## Discografia

### Discografia solista
- The Bottom Line, (1998)

### Con gli Whitesnake
- Slide It In, 1984

### Con i Ten Years After
- A Sting in the Tail, 2017